# Il terrore del Texas
Il terrore del Texas (Terror in a Texas Town) è un film del 1958 diretto da Joseph H. Lewis.
È un western statunitense con Sterling Hayden, Sebastian Cabot e Carol Kelly.

## Trama
McNeil mira al petrolio che si trova nelle terre di alcuni coloni ed è deciso a scacciare i proprietari con la violenza. Ma arriva il castigamatti.

## Produzione
Il film, diretto da Joseph H. Lewis su una sceneggiatura di Dalton Trumbo (accreditato con il nome di Ben Perry perché inserito nella lista nera di Hollywood nel periodo dell'uscita del film), fu prodotto da Frank N. Seltzer tramite la Seltzer Films e girato a Santa Clarita, negli Hal Roach Studios a Culver City, e nel Melody Ranch a Newhall, in California, nella seconda metà di novembre del 1957 con un budget di circa 80.000 dollari. Il titolo di lavorazione fu Hard as Nails.

## Distribuzione
Il film fu distribuito con il titolo Terror in a Texas Town negli Stati Uniti nel settembre 1958 al cinema dalla United Artists.
Altre distribuzioni:
- in Svezia il 29 giugno 1959 (Terror i Texas)
- in Finlandia il 29 gennaio 1960 (Terroria Texasissa)
- in Portogallo il 23 ottobre 1961 (Terror no Texas)
- in Messico il 16 giugno 1962 (El vengador de su padre)
- in Germania Ovest il 14 settembre 1962 (Sturm über Texas)
- in Austria nel gennaio del 1963 (Sturm über Texas)
- in Brasile (Reinado do Terror)
- in Spagna (Terror en una ciudad de Texas)
- in Francia (Terreur au Texas)
- in Grecia (O tromos tou Texas)
- in Italia (Il terrore del Texas)

## Critica
Secondo il Morandini il film è un "western anomalo e interessante con un insolito duello finale a colpi di arpione".

## Promozione
La tagline è: When the Texas Plains Ran With Blood and Black Gold!.